# Pia Maria Nalli
Pia Maria Nalli (* 10. Februar 1886 in Palermo; † 27. September 1964 in Catania) war eine italienische Mathematikerin.

## Leben
Nalli studierte an der Universität Palermo Mathematik mit dem Laurea-Abschluss 1910 bei Giuseppe Bagnera. Im selben Jahr wurde sie Mitglied des Circolo Matematico di Palermo und veröffentlichte in dessen Rendicondi ab 1910. Ihr Forschungsgebiet war zunächst Algebraische Geometrie und dann Analysis. Sie war Assistentin von Bagnera an der Universität und ab 1912 Lehrerin, unter anderem an einer Technischen Mädchenschule in Palermo. 1914 habilitierte sie sich in Palermo. 1915 zeigte sie, dass das Denjoy-Integral (1912 von Arnaud Denjoy eingeführt) zur Berechnung der Fourierkoeffizienten einer Denjoy-integrablen Funktion benutzt werden kann (vorher hatte dies schon Paul Du Bois-Reymond im Fall der Riemann-Integrabilität und Charles-Jean de La Vallée Poussin für die Lebesgue-Integrabilität gezeigt). Danach befasste sie sich mit Dirichlet-Reihen und linearen Integralgleichungen (in der Nachfolge von Ivar Fredholm). 1921 wurde sie außerordentliche Professorin für Analysis an der Universität Cagliari. Wie in Italien üblich, fand die Auswahl für die Professur aufgrund eines Wettbewerbs statt, in dem sie Zweite hinter Mauro Picone war, der es aber vorzog in Catania zu bleiben.
Sie bewarb sich weiter auf Professorenstellen, wobei sie den Eindruck gewann, als Frau benachteiligt zu werden, insbesondere nachdem sie den Wettbewerb in Pavia gewann, dort aber trotzdem keine Professur erhielt. Nalli beklagte sich darüber unter anderem in einem Brief an Tullio Levi-Civita. Schließlich wurde sie 1927 Professorin an der Universität Catania, allerdings erst nach Intervention des italienischen Erziehungsministers, bei dem sich Nalli beschwert hatte. Damals begann sie über Differentialgeometrie und Tensoranalysis zu forschen, dem Spezialgebiet von Levi-Civita. Sie fühlte sich in Catania aufgrund der erzwungenen Anstellung nicht wohl und wollte eigentlich nach Palermo, dort gab es aber Widerstände an der Universität für ihre Ernennung, wobei als Grund vorgeschoben wurde, Frauen könnten keine Disziplin aufrechterhalten, und zu ihrer Verbitterung wurden dort weniger qualifizierte Kandidaten vorgezogen.
Eine Straße in Rom ist nach ihr benannt.

## Schriften
- Lezione de calcolo differenziale assoluto, Catania, Tipogra-fìa Zuccarello ed Izzi, 1952
- Opere scelte, Rozzano: Litografia D. Cislaghi, 1977 (im Auftrag der Unione Matematica Italiana und der Universität Catania)